# The Cat Walk
The Cat Walk — студійний альбом американського джазового трубача Дональда Берда, випущений у 1957 році лейблом Blue Note Records.

## Опис
Трубач Дональд Берд і баритон-саксофоніст Пеппер Адамс працювали разом на декількох записах упродовж 1958 і 1961 років, і The Cat Walk (випущений на LP в 1962 році) є однією з найкращих їхніх сесій. До складу квінтету увійшли піаніст Дюк Пірсон (давній колега Берда), басист Леймон Джексон і ударник Філлі Джо Джонс, матеріал альбому в основному складається з творів Пірсона, який є автором трьох композиції: «Say You're Mine», «Duke's Mixture» і «Hello Bright Sunflower».

## Список композицій
1. «Say You're Mine» (Дюк Пірсон) — 7:21
2. «Duke's Mixture» (Дюк Пірсон) — 7:05
3. «Each Time I Think of You» (Дональд Берд, Дюк Пірсон) — 5:39
4. «The Cat Walk» (Дональд Берд) — 6:46
5. «Cute» (Ніл Гефті) — 7:01
6. «Hello Bright Sunflower» (Дюк Пірсон) — 7:29

## Учасники запису
- Дональд Берд — труба
- Пеппер Адамс — баритон-саксофон
- Дюк Пірсон — фортепіано
- Леймон Джексон — контрабас
- Філлі Джо Джонс — ударні

Технічний персонал
- Альфред Лайон — продюсер
- Руді Ван Гелдер — інженер
- Френсіс Вульфф — фотографія
- Нет Гентофф — текст